# Metamorpha sophene
Metamorpha sophene är en fjärilsart som beskrevs av Hans Fruhstorfer 1907. Metamorpha sophene ingår i släktet Metamorpha och familjen praktfjärilar. Inga underarter finns listade i Catalogue of Life.